# Inzing (Tittmoning)
Inzing ist ein Gemeindeteil der Stadt Tittmoning im oberbayerischen Landkreis Traunstein. Das Dorf liegt circa vier Kilometer südlich von Tittmoning.

## Baudenkmäler
Siehe: Liste der Baudenkmäler in Inzing